# レイ・オジー
レイモンド・オジー（Raymond Ozzie, 1955年11月20日 - ）は、2005年から2010年まで、マイクロソフト社のCSA（Chief Software Architect、主席ソフトウェア設計者）を務めた人物。Lotus Notesの開発者の一人としても知られ、「Lotus Notesの父」と呼ばれている。

## プロフィール
アメリカ合衆国イリノイ州のパークリッジ出身。1979年にイリノイ大学アーバナ・シャンペーン校にてコンピュータ・サイエンスの学士号を取得。授業に関連してPLATOを使用していた際、PLATOのハードウェア・グループがZ80ベースのプログラマブル・ターミナル開発をするにあたって、そのファームウェア開発者としてPLATOスタッフから雇われている。大学卒業後は、データゼネラルに入社し、Novaを使ったワークステーションとEclipseを使ったファイルサーバを、LAN経由で他のワークステーションやファイル・サーバと繋ぎ合わせた製品を完成させている。
1984年にLotus Development社の出資の下にIris Associates社を創業。Iris社を始めた直後、外科医ユーザからもらった電話報告にて、開胸手術時リアルタイムのデータ分析に Symphony(シンフォニー) を使っていると聞き、自分のプログラムがしっかりと動作するのを頼みにしながら誰かが手術台に横たわっているかも知れないと思うと身が引き締まり、エンド・ユーザに対する責任の重さにハッとすると、インタービューで答えている。1989年にLotus Notesの最初のリリースを出荷した。Iris Associates社は1994年5月にLotus Development社に買収され、1995年7月にはLotus Development社がIBMに買収されている。
1997年10月に彼はGroove Networks社を創立し、その後P2P型のグループウェアGrooveを発表した。2005年にGroove Networks社はマイクロソフト社に買収され、それと同時に彼はマイクロソフト社の最高技術責任者に就任した。2006年6月15日にビル・ゲイツよりCSA職を引き継ぐことが発表された。2010年10月18日に、マイクロソフト社のCSA職を退任することが発表され、同12月31日をもって退社した。なお、CSAの後任は置かれなかった。
退社後の2012年1月に、ベンチャー企業Cocomoを設立。その後Talkoに名称を改め現在に至る。